# معصرة حجاج
قرية معصرة حجاج هي إحدى القرى التابعة لمركز بني مزار بمحافظة المنيا في جمهورية مصر العربية. حسب إحصاءات سنة 2006، بلغ إجمالي السكان في معصرة حجاج 10753 نسمة، منهم 5289 رجلا و5464 امرأة.